# Alby with Thwaite
Alby with Thwaite é uma paróquia civil situada no condado inglês de Norfolk, cerca de dez quilômetros ao sul de Cromer e trinta quilômetros ao norte de Norwich, podendo-se se chegar até lá pela rodovia A140.
Alby with Thwaite possui uma área de 5,81 quilômetros quadrados e, no censo de 2001, tinha uma população de 223 pessoas em 86 casas. De acordo com o governo local, a paróquia pertence ao distrito de North Norfolk.

## Transportes
A via principal é a A140, que vai de Cromer até Needham Market.
O Aeroporto Norwich está localizado 20,0 miles (32,2 km) sul da povoado e oferece ligações aéreas directas entre o Reino Unido e a Europa.

## Igreja
A igreja de Alby, denominada "São Ethelbert" (Saint Ethelbert's).A igreja de Thwaite, denominada "All Saints Parish Church", é uma das 124 igrejas com torre circular existentes em Nolfork.